# Mały Zmarzły Stawek
Mały Zmarzły Stawek – niewielki stawek wchodzący w skład zbiorczej grupy 27 Staroleśnych Stawów znajdujący się w Dolinie Staroleśnej w słowackiej części Tatr Wysokich. Mały Zmarzły Stawek leży w Graniastej Kotlinie, nieco na południowy wschód od dużo większego Zmarzłego Stawu Staroleśnego. Nieco na południowy wschód od Małego Zmarzłego Stawku wznosi się niewielka bula skalna zwana Zbójnicką Kopką, która osiąga wysokość 2098 m n.p.m. Do tego stawku nie wiodą żadne znakowane szlaki turystyczne.
Nazwa Małego Zmarzłego Stawku wywodzi się bezpośrednio od Zmarzłego Stawu Staroleśnego.